# Израильско-сирийские отношения
Израильско-сирийские отношения — дипломатические и экономические отношения между Израилем и Сирией. Со времени провозглашения независимости Израиля в 1948 году, оба государства находятся в состоянии войны. Две страны сражались в трех крупных войнах, а именно: Война за независимость Израиля в 1948, Шестидневная война в 1967 и Война Судного дня в 1973 году, а также позже были вовлечены в Гражданскую войну в Ливане и в Ливанскую войну 1982 года. В остальное время соблюдалось перемирие. Время от времени делались безуспешные попытки достичь мира между соседними государствами.
Сирия никогда не признавала существования государства Израиль, а также по сей день не принимает израильские паспорта для въезда в Сирию. Израиль также расценивает Сирию как вражеское государство и запрещает своим гражданам поездки в эту страну. Между двумя государствами никогда не было двусторонних дипломатических отношений с момента создания каждого из них в середине XX века.
Между двумя странами не существовало ни экономических, ни культурных связей, а только лишь ограниченное передвижение определённых граждан через границу. Сирия продолжает свое активное участие в арабском бойкоте Израиля. Оба государства разрешают ограниченную торговлю яблоками жителям друзских деревень на Голанских высотах, которые находятся по обе стороны от линии прекращения огня. Состояние мира на линии прекращения огня было нарушено во время Сирийской гражданской войны, начавшейся в 2011 году и продолжающейся сегодня, но Израиль участвовал в этом конфликте минимально.
Протяжённость государственной границы между странами составляет 83 км.

## История

### 1948—1975

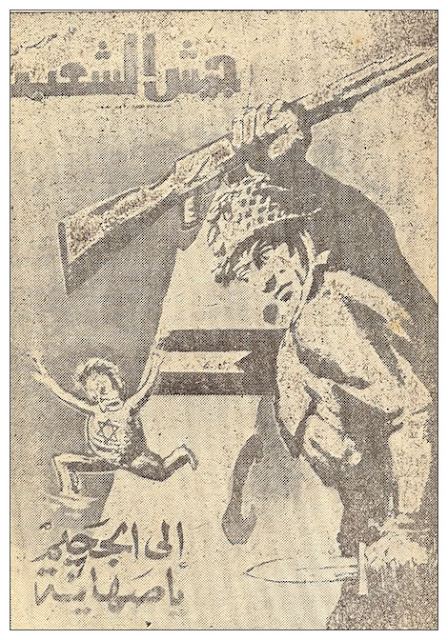
Пропагандистское изображение, показывающее Сирийского солдата, бьющего "сионистского чертика", 1967

Сразу после провозглашения независимости Израиля Сирия вместе с другими арабскими странами начала агрессивную войну против Израиля.
Со времени подписания соглашений о перемирии в 1949 году, отношения между Израилем и Сирией характеризовались периодами враждебности; разговорами о прекращении огня, зачастую через посредников; и соглашениями о размежевании, такими как Израильско-сирийское соглашение о размежевании 1974 года.
До Шестидневной войны 1967 года непостоянные столкновения имели место на демилитаризованных зонах, по поводу водных ресурсов, а также обстрелов и инфильтрации с Голанских высот. После войны переговоры сконцентрировались на «земле для мира», в особенности требование к Израилю вернуть Голанские высоты Сирии, а также последующее за этим признание Сирией Израиля и установление мирных отношений с ним, что предусматривается в Резолюции Совбеза ООН № 242. В сирийско-израильских переговорах при посредничестве США в 1990-е годы Сирия требовала, чтобы Израиль отошёл к «границам на 4 июня 1967 года», а именно к западу от бывшей границы Британского Мандата Палестины и Сирии. Сирия попыталась отвоевать Голанские высоты во время Войны Судного дня, но безуспешно, ей удалось получить лишь небольшую их часть по Соглашению о размежевании 1974 года, а свои вооружённые силы ей пришлось отвести более восточнее по сравнению с их положением в 1967—1973 годах.

### Во время гражданской войны в Ливане
В 1982 году Израиль вторгся в Ливан с целью изгнать оттуда силы ООП. Сирия направила наземные войска и ВВС для помощи ливанцам, но почти все они были разгромлены израильтянами. Сирия продолжала поддерживать ливанских боевиков, до вывода израильских войск из Ливана в 2000 году.

### Попытки мирного урегулирования 1990-х
Первые публичные переговоры на высшем уровне направленные на постоянное разрешение конфликта между Израилем и Сирией были проведены на и после многосторонней Мадридской конференции 1991 года. На протяжении 1990-х годов несколько израильских правительств вели переговоры с сирийским президентом Хафезом Асадом. В то время как был сделан серьёзный прогресс, они не увенчались успехом.

### Во время дамаскской весны: 2000—2005
Высшие точки враждебности в 2000-х включали в себя авианалет в Айн-эс-Сахибе (миссия ВВС ЦАХАЛа против палестинских боевиков на территории Сирии) в 2003 году и Операция «Фруктовый сад» (миссия израильских ВВС и коммандос против предполагаемой сирийской ядерной программы) в 2007.

### Союз Сирии и Ирана: 2006 — н. в.
Во время Второй ливанской войны Сирия угрожала вступить в войну на стороне Хезбаллы, предоставляла ей поддержку и позволила Ирану поставлять ей материалы через свою территорию. Позднее Турция организовала мирные переговоры между двумя странами, но Сирия позже вышла из них в качестве ответа на войну в Газе 2008—2009 гг.
В сентябре 2007 года в результате Операции «Фруктовый сад» израильских ВВС были уничтожены сооружения, которые Израиль считал местом ядерного реактора в регионе Дайр-эз-Заур.
В 2010 году сирийский президент Башар Асад обвинил Израиль в нарушении мира, а сирийский министр иностранных дел Уалид Муаллем предупредил, что в случае войны на израильские города будут направлены сирийские ракеты. Израильский министр иностранных дел Авигдор Либерман ответил заявлением о том, что сирийская армия будет разбита в случае войны с Израилем и что Асад и его семья лишатся власти. Либерман также посоветовал Сирии отказаться от притязаний на Голанские высоты. На протяжении нескольких месяцев в 2010 году премьер-министр Биньямин Нетаньяху участвовал в секретных переговорах с Сирией при посредничестве США.

### Гражданская война в Сирии: 2011 — 2024

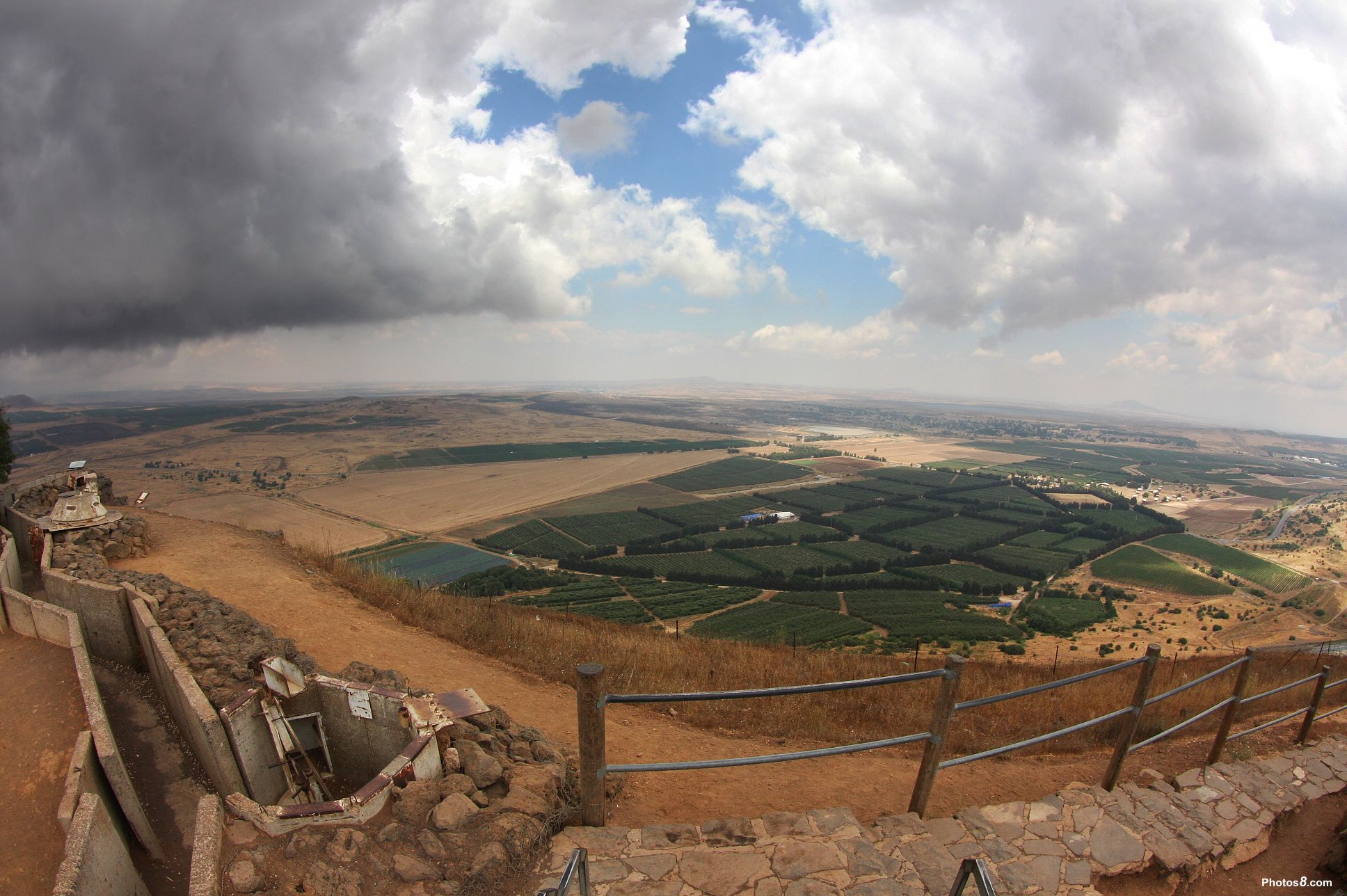
Линия разграничения на Голанских высотах

Несколько инцидентов имели место на линии прекращения огня между Израилем и Сирией во время гражданской войны в Сирии, испытывая состояние затишья между двумя странами. Считается, что эти происшествия — результат интенсивных боевых действий в мухафазе Кунейтра в 2012—2014 гг.
Также, позднее произошли многочисленные инциденты между сирийской армией и повстанцами, продолжающиеся на подконтрольной Сирии стороне Голан и в нейтральной зоне Голанских высот, а также вовлечение Хезбаллы в гражданскую войну в Сирии.
В результате всех происшествий, которые начались в конце 2012 года и к середине 2014 года, один гражданский израильтянин погиб и не менее 4 солдат было ранено; на подконтрольной Сирии стороне погибли около 10 солдат, а также два неопознанных боевика, которые предприняли попытку прорваться на израильскую часть Голанских высот.
После падения режима Асада 8 декабря 2024 года Израиль предпринял военное вторжение на территорию Сирии.. 

#### Гуманитарная помощь
По данным Армии обороны Израиля на июль 2018 года было проведено порядка 30 операций по передаче гуманитарной помощи сирийцам от израильтян. Всего было доставлено 75 700 литров топлива, 20 комплектов медицинского оборудования, около 77 тонн одежды, 556 палаток, 30 «теневых сеток», 12,5 тонн детского питания, 130 тонн продовольствия. Подобные операции проводились подразделением ЦАХАЛа по поддержке добрососедских отношений с Сирией через пограничный переход «Абашан».

## Вопросы нормализации отношений
После заключения мирных договоров Израиля с рядом арабских стран в конце 2020 года, в начале 2021 года появилась информация о ведущихся переговорах по заключению мирного соглашения между Израилем и Сирией. Так, по сведениям СМИ переговоры прошли в декабре 2020 года на авиабазе Хмеймим под эгидой России — израильскую делегацию возглавлял бывший начальник генерального штаба Гади Айзенкот, сирийскую — глава Главного управления безопасности Али Мамлюк. Израиль данную информацию не комментирует, сирийский МИД сообщения о переговорах опроверг.
Администрация президента США Дональда Трампа обсуждала с правительством аш-Шараа снятие санкций с Сирии (которые были наложены на страну во время правления Башара Асада); одним из условий их снятия может быть присоединение Сирии к Соглашениям Авраама и нормализация отношений с Израилем. Трамп также обсуждал этот вопрос с аш-Шараа лично на встреча в Эр-Рияде.
В начале июня 2025 года президент Сирии Ахмед аш-Шараа начал вести переговоры с Израилем, в том числе касательно нормализации отношений между странами и возможного установления дипломатических отношений. Во время ирано-израильской войны Дамаск «не возражал» против использования ЦАХАЛом своего воздушного пространства для нанесения ударов по ядерным объектам Ирана; кроме того правительство аш-Шараа не осудило израильские удары по Ирану, но осудило иранскую атаку на американскую базу в Катаре. Несмотря на 77 лет войны между Израилем и Сирией, большинство сирийцев верят в скорый мир между двумя странами — такие меньшинства как христиане, курды, друзы и алавиты являются главными сторонниками заключения подобных соглашений.

## Экономические отношения

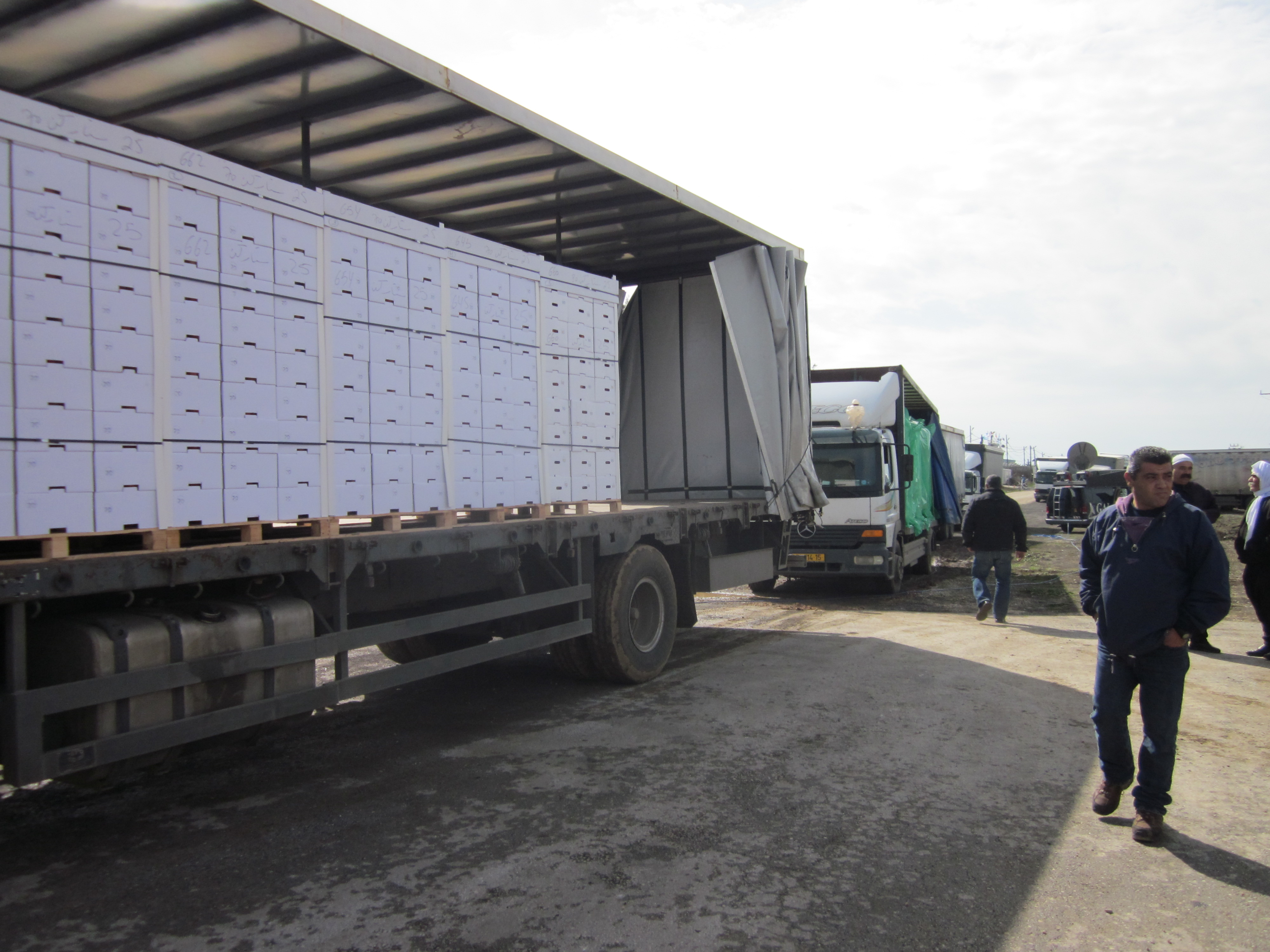
Экспорт яблок в Сирию на КПП Кунейтра, февраль 2011 года

С 2004 года Израиль экспортирует яблоки в Сирию через КПП Кунейтра. В 2010 году около 10 тыс. тонн яблок, выращенных друзскими фермерами на Голанских высотах были отправлены в Сирию.
В марте 2019 года командование ЦАХАЛа заблокировало поставку яблок в Сирию по соображениям безопасности, несмотря на разрешение, выданное израильским минсельхозом.
Израильский министр Аюб Кара призвал к соглашению с Сирией по водоснабжению городов Голанских высот. Сегодня 10 % воды в друзском городе Мадждаль-Шамс поставляется Сирией из источника Эйн-эт-Туфах, это соглашение остается в силе на протяжении 25 лет.

## Туризм и культурный обмен
Гражданским лицам разрешено пересекать границу в Кунейтре для обучения в университете или брака. Сирийские граждане Голанских высот имеют право на бесплатное обучение, книги и жилье. С 1993 года 67 сирийских невест перешли границу на Голанские высоты и 11 невест с Голанских высот отправились в Сирию.
В 2010 году израильское правительство разрешило паломничество в Сирию группе 300 друзов, граждан Израиля, желавших посетить в Сирии религиозные места.
Также, группа танцоров из пяти друзских деревень Израиля отправилась[когда?] в Алеппо, чтобы выступить на соревновании дабка (традиционный арабский танец).
В январе 2021 года общественная организация «Шарака» (араб. «Партнерство») организовала видеоконференцию, приуроченную к подписанию «Авраамских соглашений» и Международному дню памяти жертв Катастрофы. В конференции приняли участие жители ОАЭ, Бахрейна, Саудовской Аравии, Марокко и Сирии. Жители этих арабских стран смогли послушать живое интервью Веры Кригель, которая пережила Холокост, будучи одной из «близнецов доктора Менгеле» в Биркенау.

## Евреи в Сирии
В Дамаске существует еврейское кладбище. В частности на нём похоронен родившийся в Цфате каббалист Хаим Витал (ум. 1620).